# Pothos insignis
Pothos insignis är en kallaväxtart som beskrevs av Adolf Engler. Pothos insignis ingår i släktet Pothos och familjen kallaväxter. Inga underarter finns listade.